# 엠스퀘어
엠스퀘어(MSQUARE)는 대한민국의 암호화폐 운영 기업이다. 엠스퀘어 재단의 법인 사업자로서 MSQ, MSQX 토큰을 발행, 운영하는 재단임과 동시에 실물경제 플랫폼 스타트업 기업이다. MSQUARE 재단의 최우선 설립목적은 단순 이윤추구가 아닌 MSQ, MSQX토큰 가치 상승으로, 플랫폼에서 발생한 수익 대부분은 MSQ, MSQX 토큰 가치 상승을 위해 쓰여지며, 지속적인 플랫폼 개발과 과감한 영업정책 및 기여도에 따른 확실한 보상을 통하여 가치상승을 추진하고 있다.

## 토큰
| 토큰명              | 엠스퀘어 (MSQUARE)                                                                    | 엠스퀘어 익스트림 (MSQUARE eXtreme) |
| 토큰 기호           | MSQ                                                                                   | MSQX                                |
| 발행일              | 2022년 2월 14일                                                                       | 2022년 8월 17일                     |
| 상장 거래소         | 플랫타익스체인지(Flata.Exchange) 엘뱅크(LBANK) 디지파이넥스(Digifinex) 벡스케이(VEXK) | 플랫타익스체인지(Flata.Exchange)    |
| 개발사              | MUST FINTECH                                                                          | MUST FINTECH                        |
| Aggregator 웹사이트 | 코인마켓캡 코인케코 크립토닷컴 쟁글                                                   | 쟁글                                |

## 플랫폼
- ‘메타스타’는 글로벌 블록체인기반 통합부동산 정보제공 플랫폼 서비스로 부동산 업무 필수서류(부동산등기부등본, 건축물대장, 토지대장, 지적도, 토지이용계획)를 메타스타 빠르게 열람 및 발급받을 수 있는 플랫폼이다. 메타스타의 서비스를 제공받는 사용인은 현금 또는 MSQ토큰으로 서비스 사용료를 결제할 수 있다. MSQ토큰으로 서비스 결제시에 수수료 50%의 할인혜택을 제공하면서, MSQ를 결제 토큰으로 수요자의 지속적인 결제를 유도한다. 메타스타는 해외 부동산 투자자들에게 필요한 정보제공을 위한 자국어 번역서비스를 개발 중에 있다.
- ‘포인투유’는 포인투유 서비스에 가입한 가맹점을 이용한 유저들에게 사용한 카드결제대금 100%에 해당하는 P2U코인을 무료로 채굴하여 MSQUARE MARKET 지갑에 전송해주고 사용할 수 있게 해주는 글로벌 P2U코인 무료 채굴 및 결제 플랫폼이다. 소상공인 매출상승 효과와 함께 추가수익을 만들어주게 된다. 포인투유 유저가 포인투유 가맹점에서 카드결제를 할 경우 가맹점에게도 카드결제대금의 10%를 P2U코인으로 전송해주게 된다. P2U코인은 포인투유 플랫폼에서 진행하는 경품이벤트 응모 및 대중적인 인기상품들을 50% 저렴하게 구매할 수 있는 기회로 쓰이게 된다. 유저들의 사정에 따라 P2U코인은 MSQUARE MARKET에서 거래를 할 수 있게 된다.
- ’비즈니스 허브’는 온/오프라인 영업 플랫폼으로서 영업자와 기업의 좋은 제품과 서비스를 고객들에게 홍보하여 기업의 성장을 제공하고 상호이익을 제공하는 플랫폼이다. 영업자들의 플랫폼이용 수수료를 MSQ토큰으로 결제할 수 있다.
- ‘ICARUS’는 화물차 광고 서비스 플랫폼으로 광고주와 광고집행인을 다이렉트로 연결하여 광고주에게 새로운 광고 플랫폼을 제공할 수 있으며 플랫폼이용수수료를 MSQ토큰으로 결제 시 이용수수료의 최대 30%까지 할인을 적용해서 결제를 유도한다. 해외기업의 국내광고를 목적으로 플랫폼 이용시에도 MSQ토큰으로 결제 시 할인이 이루어진다.
- ‘K-PAL’은 한국어교육서비스와 동시에 대한민국에 해외 인력을 공급하는 서비스 플랫폼으로 대한민국의 고령화 사회로 인한 경제 활동 인력부족에 따른 문제를 해결하기 위한 서비스 플랫폼으로서 해외의 유능한 인재를 한국어 교육부터 직무교육 그리고 한국에 취업할 수 있는 기회제공까지 글로벌 프로젝트로 급여 및 교육비, 플랫폼 이용수수료 등 MSQ토큰으로 결제가 이루어진다.